# Jean-Claude Killy
Jean-Claude Killy (Saint-Cloud, 30 agosto 1943) è un dirigente sportivo, ex sciatore alpino ed ex pilota automobilistico francese, campione olimpico nella discesa libera, nello slalom gigante e nello slalom speciale a Grenoble 1968, campione del mondo nella discesa libera e nella combinata a Portillo 1966 e nella combinata a Grenoble 1968, vincitore della classifica generale nelle prime due edizioni della Coppa del Mondo (nel 1967 e nel 1968) e di quattro Coppe del Mondo di specialità.
Membro di spicco della nazionale francese che dominò lo sci alpino tra gli anni 1960 e i primi anni 1970, fu il primo sciatore a vincere in tutte le specialità in Coppa del Mondo e il secondo, dopo Toni Sailer a Cortina d'Ampezzo 1956, a conquistare tre medaglie d'oro nella stessa edizione delle Olimpiadi.

## Biografia

### Carriera sciistica
Nato a Saint-Cloud presso Parigi ma cresciuto a Val-d'Isère, Killy salì sugli sci per la prima volta a tre anni e a quindici entrò a far parte della nazionale francese.

#### Stagioni 1959-1964
Debuttò in campo internazionale in occasione del Grand Prix du Savoie 1959 (Courchevel/Méribel, 8-10 aprile), dove si classificò 37º nello slalom speciale e non completò lo slalom gigante; nella stagione 1961-1962 vinse lo slalom gigante del Criterium de la première neige (Val-d'Isère, 15 dicembre) prima di infortunarsi nella discesa libera del trofeo Ilio Colli (Cortina d'Ampezzo, 27 gennaio).
Nella stagione 1962-1963 ottenne diversi podi in varie classiche dello sci alpino, ma nessuna vittoria; esordì ai Giochi olimpici invernali e ai Campionati mondiali a Innsbruck 1964 dove, indebolito dai postumi di malanni contratti durante il servizio militare in Algeria, si classificò 42º nella discesa libera, 5º nello slalom gigante e non concluse lo slalom speciale. Nel prosieguo di quella stagione 1963-1964 vinse lo slalom gigante del trofeo Arlberg-Kandahar (Garmisch-Partenkirchen, 15 febbraio), lo slalom gigante della Vitranc-Pokal (Kranjska Gora, 29 febbraio), lo slalom gigante di Åre (14 marzo) e lo slalom speciale di Gällivare (19 marzo).

#### Stagioni 1965-1966
Nel 1965 si aggiudicò lo slalom speciale e la combinata del trofeo dell'Hahnenkamm (Kitzbühel, 22-24 gennaio), lo slalom speciale e la combinata dalla Coupe Émile Allais (Megève, 29-31 gennaio), lo slalom gigante della Coppa dei Paesi alpini (Davos, 9-15 febbraio), lo slalom gigante e lo slalom speciale del Bud Werner Memorial (Vail, 12-15 marzo), lo slalom gigante degli US Open (Crystal Mountain, 1-4 aprile) e il primo slalom speciale del trofeo Far West-Kandahar (Alpine Meadows, 9-11 aprile).
Nella stagione 1965-1966 conquistò discesa libera, slalom gigante e combinata del Criterium de la première neige (Val-d'Isère, 15-19 dicembre), il primo slalom gigante dell'Internationalen Adelbodner Skitage (Adelboden, 9 gennaio), lo slalom speciale dell'Hahnenkamm (Kitzbühel, 23 gennaio), lo slalom gigante dalla Coupe Émile Allais (Megève, 28-29 gennaio), il secondo slalom speciale e la combinata dell'Arlberg-Kandahar (Mürren, 11-13 marzo), lo slalom gigante dell'International American Championship (Stowe, 19 marzo), lo slalom speciale del Bud Werner Memorial (Sun Valley, 24 marzo) e lo slalom speciale e la combinata della High Sierra Cup (Heavenly Valley, 1-3 aprile). In chiusura di stagione ai Mondiali di Portillo 1966 vinse la medaglia d'oro nella discesa libera e nella combinata e si classificò 5º nello slalom gigante e 8º nello slalom speciale.

#### Stagioni 1967-1968

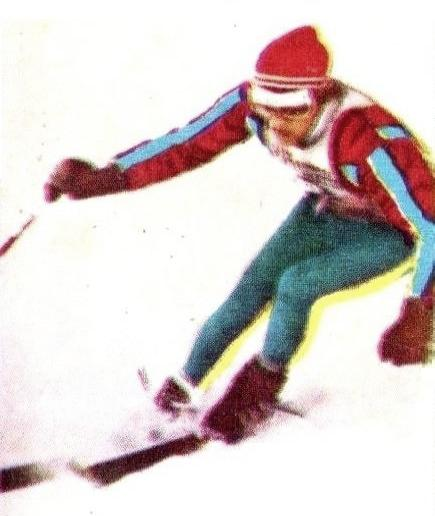
Killy in gara nel 1967

Dopo aver vinto lo slalom gigante e la combinata del Criterium de la première neige 1966 (Val-d'Isère, 14-18 dicembre), Killy nel 1967 partecipò alla prima edizione della Coppa del Mondo: nella gara inaugurale, lo slalom speciale di Berchtesgaden del 5 gennaio, fu 5º; il giorno dopo ottenne il primo podio, nella medesima località in slalom gigante (3º), e successivamente infilò due serie di sei vittorie consecutive (la prima il 9 gennaio ad Adelboden) e chiuse la stagione con dodici vittorie su diciassette gare in programma, aggiudicandosi sia la Coppa del Mondo generale sia tutte quelle di specialità: di discesa libera, di slalom gigante e di slalom speciale (rispettivamente con 111 punti di vantaggio su Heini Messner, 38 su Guy Périllat, 15 su Georges Mauduit e 18 su Périllat). Tra i suoi successi stagionali spiccarono quelli in alcune classiche dello sci alpino, come le discese libere della Lauberhorn di Wengen (14 gennaio) e della Streif di Kitzbühel (21 gennaio), lo slalom gigante della Chuenisbärgli di Adelboden e gli slalom speciali della Männlichen/Jungfrau di Wengen (15 gennaio) e della Ganslern di Kitzbühel (22 gennaio). Tra le gare non valide ai fini della Coppa del Mondo, vinse anche le combinate del trofeo del Lauberhorn (Wengen, 14-15 gennaio), dell'Hahnenkamm (Kitzbühel, 21-22 gennaio) e della Coupe Émile Allais (Megève, 27-29 gennaio), la discesa libera pre-olimpica di Chamrousse (19 febbraio), la combinata dell'Arlberg-Kandahar (Sestriere, 3-5 marzo) e la discesa libera e lo slalom speciale del Bud Werner Memorial (Vail, 16-18 marzo).

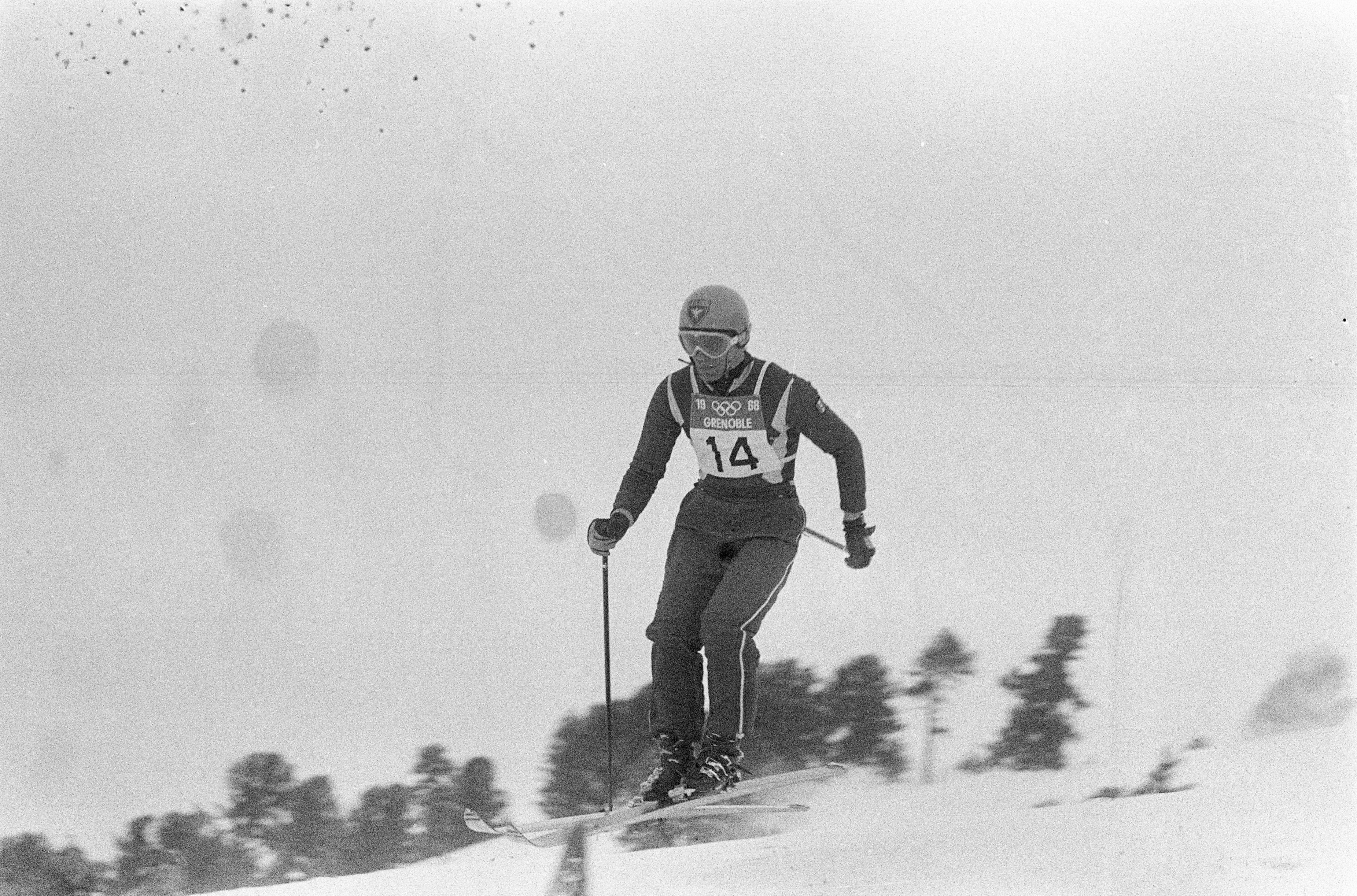
Killy in gara nella discesa libera dei X Giochi olimpici invernali di

Nella stagione 1967-1968, l'ultima annata agonistica della sua carriera, Killy vinse nuovamente lo slalom gigante del Criterium de la première neige (Val-d'Isère, 17 dicembre); anche quell'anno in Coppa del Mondo si impose nella classifica generale e in quella di slalom gigante (rispettivamente con 81 punti di vantaggio su Dumeng Giovanoli e 15 su Edmund Bruggmann), mentre fu 2º in quelle di discesa libera (superato da Gerhard Nenning di 15 punti) e di slalom speciale (sopravanzato da Giovanoli di 5 punti). I suoi podi stagionali furono 10, con 6 vittorie tra le quali lo slalom gigante di Adelboden dell'8 gennaio e lo slalom speciale di Rossland del 29 marzo, suo ultimo podio in carriera. Ai X Giochi olimpici invernali di Grenoble 1968 vinse la medaglia d'oro in tutte e tre le specialità in programma (la discesa libera, lo slalom gigante e lo slalom speciale; gare valide anche ai fini della Coppa del Mondo e dei Mondiali 1968) e anche nella combinata, disputata nel contesto olimpico ma valida soltanto per i Mondiali; eguagliò così il primato stabilito da Toni Sailer a Cortina d'Ampezzo 1956. Tra le gare non valide ai fini della Coppa del Mondo vinse la combinata dell'Hahnenkamm (Kitzbühel, 20-21 gennaio) e lo slalom gigante, lo slalom speciale e la combinata del Bud Werner Memorial (Sun Valley, 23-24 marzo). Al termine della stagione, a venticinque anni, si ritirò; la sua ultima gara fu lo slalom speciale di Coppa del Mondo disputato a Heavenly Valley il 7 aprile, chiuso da Killy al 7º posto.

### Carriera automobilistica
Killy ebbe una breve carriera da corridore automobilistico tra il 1967 e il 1970.

### Carriera dirigenziale

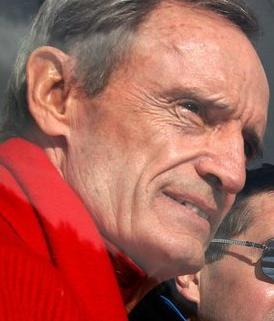
Killy nel 2011

Membro del Comitato esecutivo alpino della Federazione internazionale sci dal 1974 al 1994, Killy fu co-presidente del comitato organizzatore dei XVI Giochi olimpici invernali di Albertville 1992 (in Francia) e presidente della Amaury Sport Organisation, la società editrice de L'Équipe e organizzatrice del Tour de France, della Parigi-Roubaix e della Parigi-Dakar, dal 1992 al 2001. Dal 1995 al 2004 è stato membro del Comitato Olimpico Internazionale.

### Altre attività
Dopo il ritiro dall'agonismo divenne campione del mondo di sci professionistico nel 1972; è inoltre pilota di elicottero e pratica snowboard, ciclismo e corsa a piedi, nonché autore di diversi libri sullo sci. Oltre a essere apparso nei panni di se stesso in numerosi documentari, serie televisive e film tra il 1966 e il 2005, Killy fu anche protagonista in un film di finzione statunitense: Grande slalom per una rapina (Snow Job), uscito nel 1972 e diretto da George Englund. Durante la cerimonia di apertura dei XIX Giochi olimpici invernali di Salt Lake City 2002 fu tra i portatori della bandiera olimpica.

## Palmarès

### Sci alpino

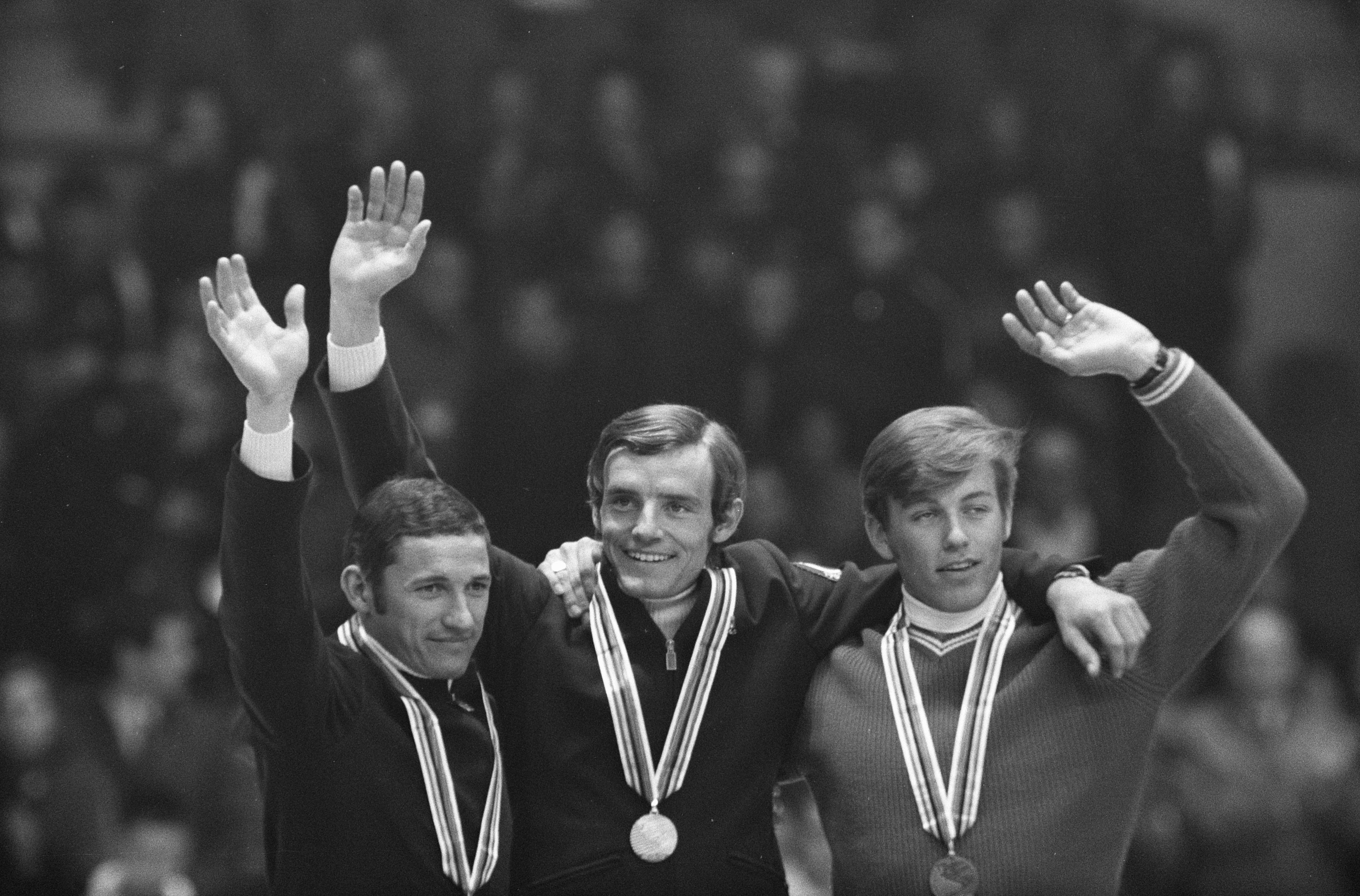
Killy (oro, al centro) sul podio della discesa libera a assieme a Guy Périllat (argento, a sinistra) e Jean-Daniel Dätwyler (bronzo, a destra)

#### Olimpiadi
- 3 medaglie, valide anche ai fini dei Mondiali:
  - 3 ori (discesa libera[37], slalom gigante[37], slalom speciale[37] a Grenoble 1968)

#### Mondiali
- 3 medaglie, oltre a quelle conquistate in sede olimpica:
  - 3 ori (discesa libera, combinata a Portillo 1966; combinata a Grenoble 1968)

#### Classiche
Arlberg-Kandahar
- 5 vittorie (slalom gigante a Garmisch-Partenkirchen 1964; slalom speciale, combinata a Mürren 1966; discesa libera[37], combinata a Sestriere 1967)

Bud Werner Memorial
- 9 vittorie (slalom gigante, slalom speciale a Vail 1965; slalom speciale a Sun Valley 1966; discesa libera, slalom gigante[37], slalom speciale a Vail 1967; slalom gigante, slalom speciale, combinata a Sun Valley 1968)

Coupe Émile Allais
- 6 vittorie (slalom speciale, combinata a Megève 1965; slalom gigante a Megève 1966; discesa libera[37], slalom speciale[37], combinata a Megève 1966)

Criterium de la première neige
- 7 vittorie (slalom gigante a Val-d'Isère 1961; discesa libera, slalom gigante, combinata a Val-d'Isère 1965; slalom gigante, combinata a Val-d'Isère 1966; slalom gigante a Val-d'Isère 1967)

Hahnenkamm
- 7 vittorie (slalom speciale, combinata a Kitzbühel 1965; slalom speciale a Kitzbühel 1966; discesa libera[37], slalom speciale[37], combinata a Kitzbühel 1967; combinata a Kitzbühel 1968)

Internationalen Adelbodner Skitage
- 3 vittorie (slalom gigante ad Adelboden 1966; slalom gigante[37] ad Adelboden 1967; ; slalom gigante[37] ad Adelboden 1968)

Lauberhorn
- 3 vittorie (discesa libera[37], slalom speciale[37], combinata a Wengen 1967)

Vitranc-Pokal
- 1 vittoria (slalom gigante a Kranjska Gora 1964)

#### Coppa del Mondo
- Vincitore della Coppa del Mondo nel 1967 e nel 1968
- Vincitore della Coppa del Mondo di discesa libera nel 1967
- Vincitore della Coppa del Mondo di slalom gigante nel 1967 e nel 1968
- Vincitore della Coppa del Mondo di slalom speciale nel 1967
- 24 podi:
  - 18 vittorie
  - 3 secondi posti
  - 3 terzi posti

##### Coppa del Mondo - vittorie
| Data             | Località            | Paese       | Specialità |
| ---------------- | ------------------- | ----------- | ---------- |
| 9 gennaio 1967   | Adelboden           | Svizzera    | GS         |
| 14 gennaio 1967  | Wengen              | Svizzera    | DH         |
| 15 gennaio 1967  | Wengen              | Svizzera    | SL         |
| 21 gennaio 1967  | Kitzbühel           | Austria     | DH         |
| 22 gennaio 1967  | Kitzbühel           | Austria     | SL         |
| 27 gennaio 1967  | Megève              | Francia     | DH         |
| 3 marzo 1967     | Sestriere           | Italia      | DH         |
| 10 marzo 1967    | Franconia           | Stati Uniti | DH         |
| 11 marzo 1967    | Franconia           | Stati Uniti | SL         |
| 12 marzo 1967    | Franconia           | Stati Uniti | GS         |
| 19 marzo 1967    | Vail                | Stati Uniti | GS         |
| 25 marzo 1967    | Jackson Hole        | Stati Uniti | GS         |
| 8 gennaio 1968   | Adelboden           | Svizzera    | GS         |
| 9 febbraio 1968  | Grenoble/Chamrousse | Francia     | DH         |
| 12 febbraio 1968 | Grenoble/Chamrousse | Francia     | GS         |
| 17 febbraio 1968 | Grenoble/Chamrousse | Francia     | SL         |
| 10 marzo 1968    | Méribel             | Francia     | GS         |
| 23 marzo 1968    | Rossland            | Canada      | SL         |

Legenda:

DH = discesa libera

GS = slalom gigante

SL = slalom speciale

#### Campionati francesi
- 6 ori (combinata nel 1963; slalom gigante, slalom speciale, combinata nel 1964; discesa libera nel 1966; slalom gigante nel 1967)[senza fonte]

### Automobilismo

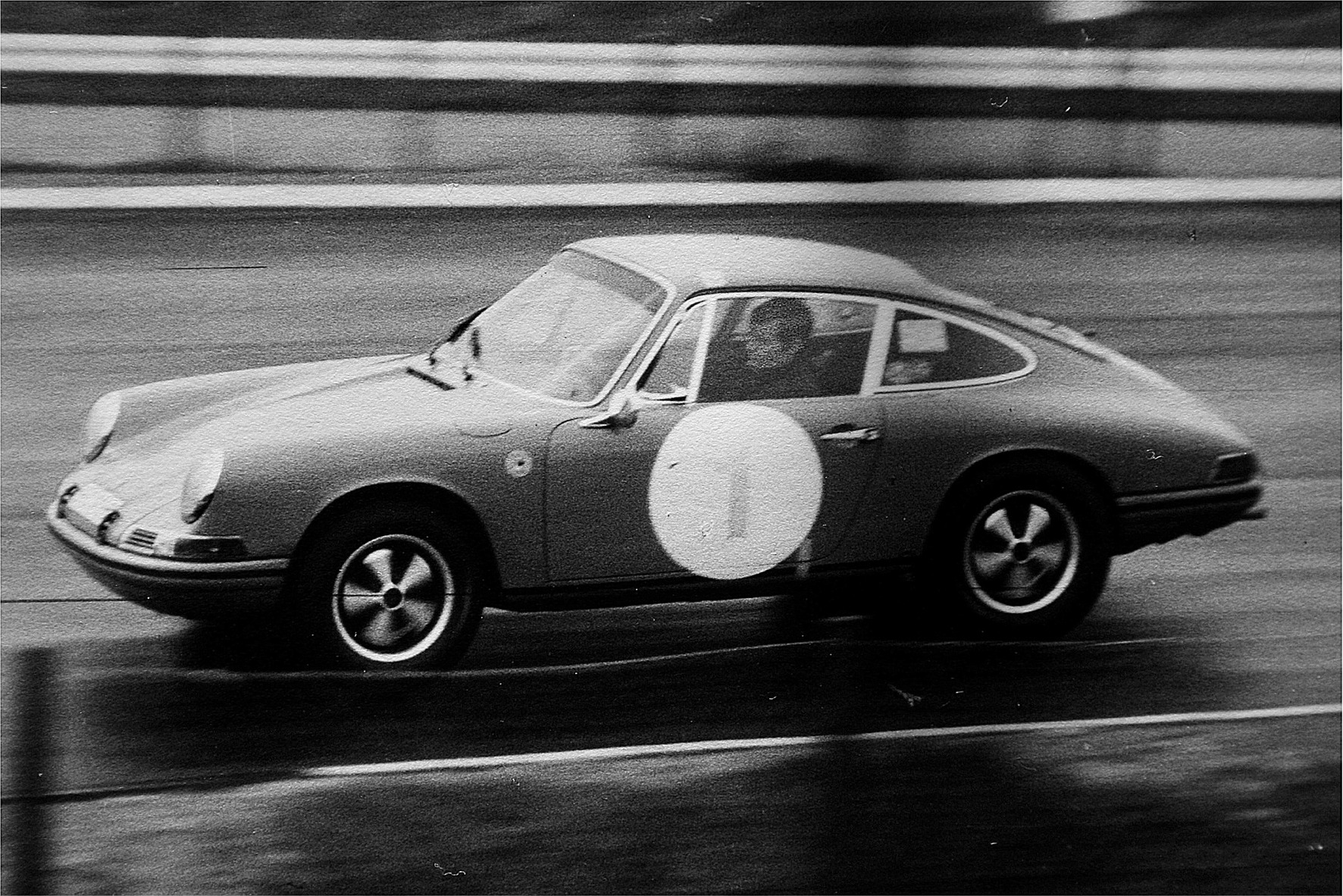
Killy su Porsche 911 al Nürburgring nel 1968

#### Targa Florio
- 7º nel 1967[39] (vincitore della categoria Gran Turismo su Porsche 911[senza fonte]); ritirato nel 1969[40]

#### 1000 km di Monza
- 2º nella categoria Gran Turismo, 10º assoluto nel 1968[41]; ritirato nel 1969[senza fonte].

#### 1000 km del Nürburgring
- 3º nella categoria Gran Turismo, 26º assoluto nel 1968[42]

#### 24 Ore di Le Mans 1969
- 17º nel 1969 (ritirato)[43]

## Statistiche

### Podi in Coppa del Mondo
| Stagione/Specialità | Discesa libera | Discesa libera | Discesa libera | Slalom gigante | Slalom gigante | Slalom gigante | Slalom speciale | Slalom speciale | Slalom speciale | Podi totali |
| ------------------- | -------------- | -------------- | -------------- | -------------- | -------------- | -------------- | --------------- | --------------- | --------------- | ----------- |
| Stagione/Specialità | 1º             | 2º             | 3º             | 1º             | 2º             | 3º             | 1º              | 2º              | 3º              | Podi totali |
| 1967                | 5              |                |                | 4              |                | 1              | 3               | 1               |                 | 10          |
| 1968                | 1              | 1              | 1              | 3              | 1              |                | 2               |                 | 1               | 14          |
| Totale              | 6              | 1              | 1              | 7              | 1              | 1              | 5               | 1               | 1               | 24          |
| Totale              | 8              | 8              | 8              | 9              | 9              | 9              | 7               | 7               | 7               | 24          |

## Riconoscimenti

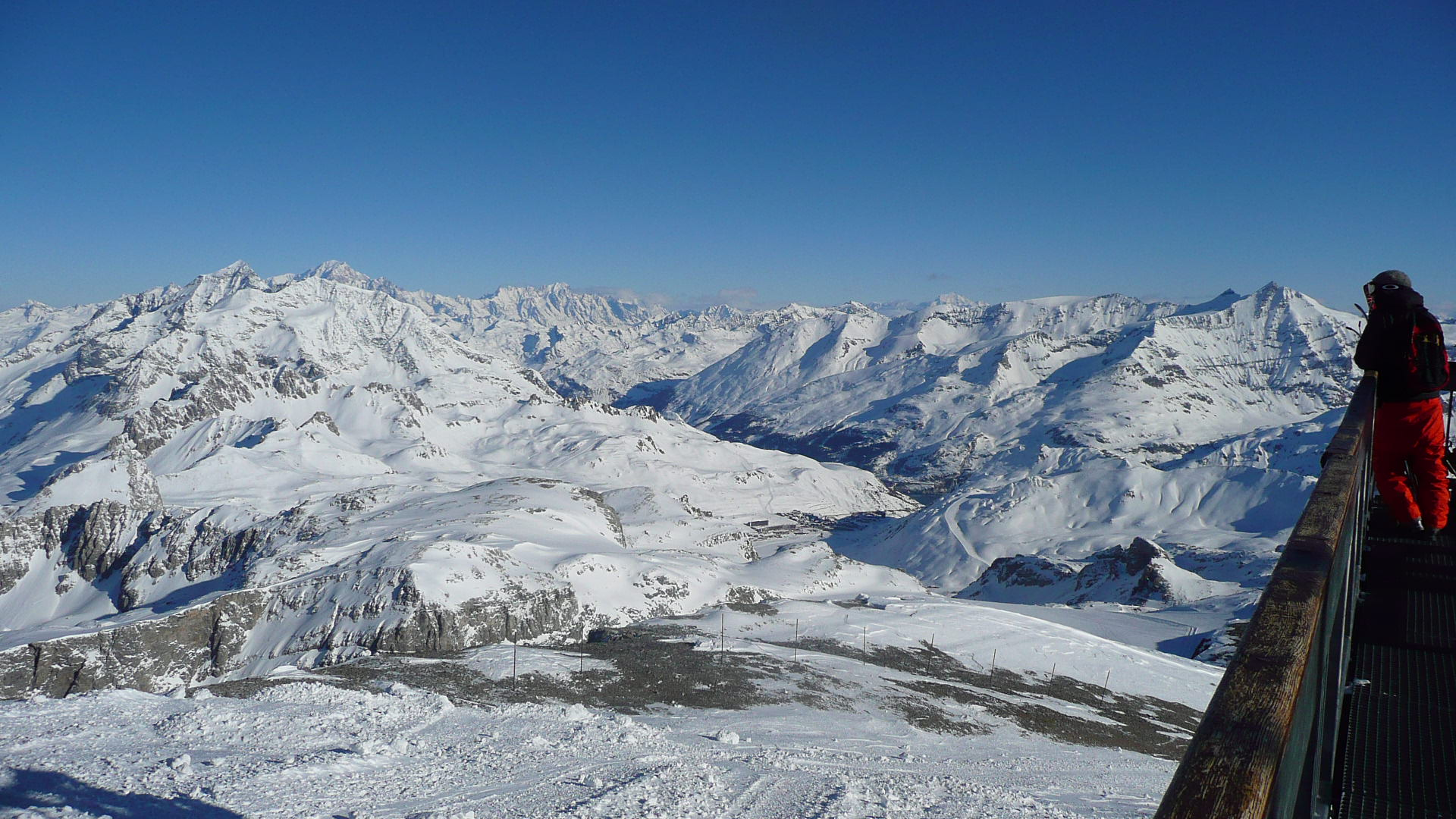
L'Espace Killy

A Killy sono stati intitolati, tra l'altro, il comprensorio sciistico di Tignes-Val-d'Isère (Espace Killy) e la pista sciistica di Val-d'Isère Oreiller-Killy (assieme a Henri Oreiller).